# L'Enfant qui ne pleurait pas
L’Enfant qui ne pleurait pas est un document écrit par la psychologue américaine Torey Hayden, publié aux États-Unis en 1980 sous le titre One Child (fr. Un enfant). L’Enfant qui ne pleurait pas a été traduit en 27 langues, dramatisé comme opéra interactif, adapté à l’écran et transformé en jeu de marionnettes japonais. Il s'agit du premier livre de Torey L. Hayden.
L'adaptation à l'écran date de 1994 et a pour titre Untamed Love.

## L’histoire
Ce document aborde l'histoire authentique de Sheila Renstad, une fillette américaine âgée de six ans dont la vie a été marquée par de terribles souffrances. À sa naissance, sa mère, alors âgée de quatorze ans, est contrainte d’épouser le père de Sheila, un homme trentenaire au passé douteux. Afin de fuir la situation désastreuse dans laquelle l'a entraînée la naissance de Sheila quatre ans auparavant, la jeune femme s'en alla en voiture en emmenant avec elle Sheila et son frère Jimmy qui est de deux ans son cadet. À un certain moment, elle contraint Sheila à sortir de la voiture et l'abandonne sur l'autoroute sans aucune raison apparente. Depuis le départ traumatisant de sa mère, Sheila a partagé avec son père une hutte délabrée, située au sein d'une colonie peuplée de mineurs. 
À l’âge de six ans, Sheila ravit un gamin de trois ans de son voisinage et l'emmène au sein d'une forêt, où elle le ligote contre un arbre et tente de le brûler vif. Ils sont cependant découverts avant que le garçon ne meure. Alors que celui-ci doit être emmené dans un hôpital où seront soignées ses graves brûlures, Sheila est arrêtée par la police. Étant donné que les cliniques psychiatriques n'ont pas de place pour la petite gamine dont personne ne doute qu'elle ne soit gravement dérangée, elle est placée dans une classe pour enfants handicapés dont s'occupe la psychologue Torey Hayden.
Au fil des cinq mois qui suivent, Torey Hayden pénètre peu à peu dans les profondeurs de l'esprit de Sheila et parvient finalement à découvrir l'intelligence supérieure de la petite fille. Avec un quotient intellectuel équivalant à 182 points, Sheila Renstad est sans nul doute une enfant prodige. Bien qu'elle doive faire face à de nombreux obstacles, la psychologue réussit enfin à intégrer Sheila dans une classe pour des enfants dits « normaux. »
L'état psychologique de Sheila est à nouveau gravement bouleversé lorsqu'elle est violée par son propre oncle Jerry, qui sera peu après arrêté par la police. Néanmoins, la jeune fille ne met pas beaucoup de temps à se remettre de cet événement pourtant choquant et scandaleux, ce qui dissipe les doutes de Hayden à l'égard de la gravité des troubles mentaux qui affectent Sheila.
Le livre se clôt sur la séparation douloureuse entre Sheila et Torey Hayden qui a été contrainte de changer d'école. Sa classe est dissoute, les enfants handicapés étant répartis dans des enseignements spécialement conçus pour leurs besoins spécifiques et leur retard mental.

## La Fille du tigre
La Fille du tigre (publié aux États-Unis en 1995 sous le titre The Tiger’s Child) raconte, comment Torey Hayden retrouve Sheila Renstad, maintenant une jeune adolescente âgée de treize ans. Curieusement, Sheila ne semble avoir gardé aucun souvenir de ce temps extraordinaire qu'elle avait passé avec Torey Hayden, ses problèmes psychologiques s'étant aggravés de nouveau. Hayden devra se battre pour Sheila une seconde fois....
Un épilogue révèle au lecteur que dix ans plus tard, âgée d'une trentaine d'années, Sheila est devenue manager d'un restaurant de fast-food.